# O'Fallon (Illinois)
O'Fallon é uma cidade localizada no estado americano de Illinois, no Condado de St. Clair.

## Demografia
Segundo o censo americano de 2000, a sua população era de 21.910 habitantes.
Em 2006, foi estimada uma população de 25.822, um aumento de 3912 (17.9%).

## Geografia
De acordo com o United States Census Bureau tem uma área de
28,3 km², dos quais 28,3 km² cobertos por terra e 0,0 km² cobertos por água. O'Fallon localiza-se a aproximadamente 165 m acima do nível do mar.

## Localidades na vizinhança
O diagrama seguinte representa as localidades num raio de 12 km ao redor de O'Fallon.